# Tachicardia ectopica giunzionale
La tachicardia ectopica giunzionale è una forma rara di tachicardia, dovuta ad un aumento dell'automatismo del nodo atrioventricolare che dà origine a battiti più frequenti.
Spesso all'ECG la tachicardia giunzionale si presenta con onde P di forma anomala a intervalli irregolari, apparentemente non in relazione con i complessi QRS, che appaiono invece regolari e di ampiezza normale. Spesso è scatenata da un'intossicazione da farmaci.